# 馬爾基夫齊 (伊凡諾-法蘭科夫斯克州)
48°49′54″N 24°48′19″E / 48.83167°N 24.80528°E
馬爾基夫齊（烏克蘭語：Марківці）是烏克蘭西部的村莊，隸屬伊萬諾-弗蘭科夫斯克州的伊萬諾-弗蘭科夫斯克區。該村始建於1435年，面積16.6平方公里，2024年人口849，人口密度每平方公里63.1人。